# Maldito amor (canción)
«Maldito amor» es el segundo sencillo del trío musical chileno Supernova, lanzado en marzo del 2000. Es la sexta canción del álbum homónimo, Supernova. Es la canción más tocada y más recordada de la banda alcanzando el lugar N°1 en los ránkings radiales chilenos también en los puestos de avanzada en Los 10 + Pedidos de MTV Latino, el disco en algunas semanas superó las 45 000 copias vendidas, que les permitió obtener doble disco de platino en el año 2000. En 2019, se había reproducido más de 2 millones de veces en Spotify.

## Composición y video musical
La canción fue compuesta y producida por la dupla Packman (Cristián Heyne y Koko Stambuk). La letra, de Stambuk, se inspiró en una historia real que le sucedió a un miembro del trío, Coni Lewin: a ella le gustaba un chico en la escuela, pero al chico le gustaba su entonces mejor amiga, a quien también le gustaba el chico. Coni le contó la historia al compositor y a éste le tomó 20 minutos escribir la letra.
El video musical muestra a las tres chicas del trío en un autobús escolar vestidas con uniformes escolares y fue dirigido por el argentino Gustavo Fiorenza.

## Versiones

### Maldito Amor + Remixes
Un CD sencillo promocional  llamado «Maldito Amor + Remixes» también producido  por los mismos autores. El CD fue lanzado en el año 2000, contenía diferentes versiones de la música las cuales eran:
- Maldito Amor (Versión álbum)
- Maldito Amor (Radio remix)
- Maldito Amor (Jamaicano remix)
- Maldito Amor (Whitetrip remix)
- Maldito Amor (Radio extended remix)

### Versión de Fm Hit
Las integrantes estuvieron en la radio FM Hit de Santiago de Chile (101.7 MHz) el 16 de octubre del año 2000, ellas lanzaron una interpretación (en ese entonces) exclusiva que se llama: «Maldito Amor (live At Fm Hit 101.7)» 
La música destaca debido a que tiene una composición diferente tanto su letra como en su melodía, una estrofa es reemplazado por una nueva que no aparece en la versión original. De acuerdo a la declaración de las integrantes esta versión es como iba a ser la canción en primer lugar.

### Versión de Decibell 110
El año 2011, la teleserie juvenil chilena Decibel 110, a través del grupo ficticio  "Las Intratables" cantan la canción en uno de sus capítulos, y posteriormente es incluida en su banda sonora, fue interpretada por Montserrat Prieto y Josefa Serrano.

### Versión de la película del mismo nombre
La canción fue versionada por Kel Calderón, Steffi Méndez  (hija de DJ Méndez) y la modelo Trini de la Noi como promo para la película de terror de 2014 Maldito amor que protagonizaron. La reacción de las integrantes de Supernova a la nueva versión fue negativa.

## Posicionamiento en listas
| Lista (2000) | Mejor posición |
| ------------ | -------------- |
| Chile (EFE)  | 1              |